# Miguel Ángel Mendo
Miguel Ángel Mendo (Madrid, 1949) es un psicólogo y psicoterapeuta español, escritor de literatura infantil y juvenil y de libros para adultos, tanto de ficción como de ensayo, y ha sido guionista de programas de televisión como La Semana: Informativo Infantil" y "Cajón Desastre".

## Trayectoria
Licenciado en Psicología, es psicoterapeuta desde el año 1981, formado sucesivamente en psicoanális, gestalt y terapia humanista. Ha sido profesor de Cine e Imagen, colaborador de la revista infantil El Acordeón, redactor del programa de RTVE La Semana: Informativo Infantil y Juvenil y de Cajón Desastre, fotógrafo y periodista en el Equipo Yeti, colaborador habitual en El País Imaginario, del Suplemento Dominical de El País, y guionista de varios programas de radio y diversas series de televisión. Además de literatura, ha escrito varias obras de teatro (Los mapas del aire, Puesta de largo, La cueva de los espejos...) 
Como fotógrafo fue miembro del Equipo Yeti junto con Antonio Lafuente, desarrollando una labor experimental durante los años de la transición. Es también traductor de literatura infantil, con más de un centenar de libros traducidos. Hay que destacar también su actividad como actor de teatro de la Compañía Tribueñe de Madrid, en El jardín de los cerezos, de Chejov y en Regreso al hogar, de Harold Pinter.
Con más de una treintena de libros publicados, ha sido merecedor en dos ocasiones del Premio Lazarillo (en la modalidad infantil, en 1989, por su libro Por un maldito anuncio y en la modalidad juvenil, en 2007 por su novela AEternum), ha recibido el Premio Altea (El orgullo del Profesor Cosmos, 1989) y ha sido nominado finalista al Premio Nacional de Literatura Infantil y Juvenil en otras dos ocasiones por los libros El vendedor de Agujeros y Un museo siniestro. Parte de su obra ha sido traducida al inglés, al alemán, al chino y al italiano.

### General
- Antes que Dios fuera Dios, novela, con Fernado Sotuela - autoedición, Madrid, 2023
- Mirar es ver, Ikebanas y Haikus, con Alicia Chillida. Ed. Dosparedesy1puente, Madrid, 2022
- Yo no soy Mr Noback, novela - Ed. Dokusou, Murcia, 2022
- La mente. Manual de primeros auxilios, Rigden - Institut Gestalt. Barcelona, 2016
- Antirrefranero español (o Más vale ciento volando), ensayo, Ediciones Turpin. Madrid, 2006
- Cuentos de ajedrez, libro colectivo de relatos. Editorial Páginas de Espuma. Madrid
- El géiser infinito, novela, Ediciones Turpin. Madrid, 2005
- Cuentos de la Calle del Pez, Editorial Turpin 2004. Libro colectivo de relatos
- La lucidez de un siglo, libro de ensayo colectivo. Editorial Páginas de Espuma. Madrid, 2000
- Madrid me mata, libro colectivo de relatos. Ed. Calambur, Madrid, 1993
- El perfume de las palabras, Ediciones Bárbaras, Vigo 1991.
- Los medios de comunicación social, Ed. Asuri-Santillana, Biblioteca Santillana de Consulta, 1986.
- ¿Urgencias psiquiátricas o psicología de urgencia?, Artículo publicado en Enfermería Científica. (Soins), n.º 26,---* Primer Premio de Prensa 1985, otorgado por el Colegio Oficial de Psicólogos de Madrid.

### Infantil y juvenil
- Fiesta en la mansión Herder, Cuento en El viaje del polizón, libro solidario colectivo. Ed. Mundos épicos, Málaga, 2012
- Æternum. Memorias de un inmortal (joven), Ed. Anaya. Col. Leer y pensar. Madrid, 2008 ---* Premio Lazarillo 2007
- ¡El nombre del juego es Cervantes!, F.C.E. México. 2005 ---* Banco del Libro de Venezuela 2008. Mención Honorífica.
- ¡Cierra la boca!, Editorial Alfaguara. Col Próxima parada, Serie Naranja. Madrid. 2004
- No te lo tomes al pie de la letra, Editorial S.M. Col Barco de Vapor, Serie Naranja. Madrid, 2003.
- La vecchia principessa Armonia, Hopefulmonster Editore. Col. La favola dell’arte. Torino, 2002
- Mi abuela la bruja, Editorial Bruño, Col. Altamar. Madrid 2002 ---* Accésit Premio Lazarillo 2000
- Perché io nascessi, Hopefulmonster Editore. Col. La favola dell’arte. Torino, 2000
- La luz incompleta, Ediciones SM. Col. Gran Angular. Madrid, 1998
- En busca de la flor negra, Grijalbo-Mondadori. Col. Tren de cuerda. Barcelona, 1997 - Reeditado por Alhambra-Pearson Education. Madrid, 2003
- El hada acatarrada, Editorial Bruño. Col. Chiquicuentos. Madrid, 1996
- Blink lo lía todo, Editorial S.M. Col Barco de Vapor, Serie Azul. Madrid, 1994
- ¡Shhh... Esos muertos que se callen!, Editorial S.M. Col Barco de Vapor, Serie Roja. Madrid, 1993
- Un museo siniestro, Editorial S.M., Col. Barco de Vapor, Serie Roja. Madrid, 1992 ---* Finalista Premio Nacional de Literatura Infantil 1993
- Vacaciones en la cocina», Ed. Bruño, Col. Altamar. Madrid, 1990. ---* Placa de Plata (150.000 ejemplares vendidos)
- El caso de la echadora de cartas, Ed. Edelvives. Col. Ala Delta. Madrid, 1990
- Por un maldito anuncio, Editorial S.M., Col. Barco de Vapor, Serie Roja. Madrid, 1990 ---* Premio Lazarillo 1989 ---* Lista de Honor de CLIJ 1990 ---* Placa de Plata SM (150.000 ejemplares vendidos)
- El caso de los videojuegos, Ayuntamiento de Torrejón, 1990 ---* Primer Premio Villa de Torrejón 1989.
- Los mapas etéreos, Ed. Edelvives. Col. Ala Delta. Madrid, 1988
- Ápex. La guerra de las horas, Ed. Edelvives. Col. Ala Delta. Madrid, 1987 ---* Mención Especial Premio Lazarillo 1986
- El vendedor de agujeros, Editorial Miñón, Col Las Campanas. Valladolid, 1987. Editorial Susaeta. Madrid, 1988 - Reeditado por Ed. Everest. Col. Montaña Encantada. León, 2003.---* Finalista Premio Lazarillo 1984, ---* Finalista Premio Nacional de Literatura Infantil 1987 ---* Libro recomendado por el IJB (Internationale Jugendbibliothek), Múnich, 1988
- El orgullo de profesor Kosmos, Ed. Altea. Madrid, 1987 ---* Premio Altea 1987